# Ordynacja wyborcza w Polsce
Ordynacja wyborcza w Polsce – zasady tworzenia komitetów wyborczych oraz wybierania posłów na Sejm Rzeczypospolitej Polskiej, senatorów na Senat Rzeczypospolitej Polskiej, Prezydenta Rzeczypospolitej Polskiej, posłów do Parlamentu Europejskiego, oraz przedstawicieli samorządu terytorialnego.

## Czynne prawo wyborcze
Czynne prawo wyborcze w wyborach w Polsce mają obywatele polski, które najpóźniej w dniu wyborów ukończyły 18 lat. W wyborach do Parlamentu Europejskiego uprawnienia do głosowania mają również inni obywatele Unii Europejskiej, którzy na stałe zamieszkają terytorium Polski i mają ukończone 18 lat. W wyborach do rady gminy obywatel polski, Unii Europejskiej i Wielkiej Brytanii mający ukończone 18 lat. W wyborach do rady powiatu oraz sejmiku województwa pełnoletni obywatel polski mieszkający na stałe na obszarze odpowiednio powiatu i województwa. W wyborach na wójta, burmistrza i prezydenta miasta mają osoby mające prawo do głosowania do rady tej gminy bądź miasta. 
Pozbawieni czynnego prawa wyborczego są osoby pozbawione praw publicznych prawomocnym wyrokiem sądu, Trybunału Stanu bądź ubezwłasnowolniona prawomocnym wyrokiem sądu. 

## Wybory parlamentarne
Kandydatem w wyborach parlamentarnych nie może być osoba, która została skazana prawomocnym wyrokiem na karę pozbawienia wolności za przestępstwo umyśle.

### Wybory do Sejmu RP
Wybory do Sejmu Rzeczypospolitej Polskiej odbywają się raz na 4 lata i są zarządzane przez Prezydenta Rzeczypospolitej Polskiej nie później niż 90 dni przed zakończeniem kadencji Sejmu. Wybory do Sejmu są wyborami pięcioprzymiotnikowymi. Izba niższa Parlamentu RP składa się z 460 posłów. Próg wyborczy wynosi dla partii 5%, a dla koalicji wyborczej - 8%. Podział mandatów liczy się na podstawie metody D’Hondta w wielomandatowych okręgach wyborczych. Kandydatem może być osoba mająca najpóźniej w dniu wyborów ukończone 21 lat. Aby móc utworzyć komitet wyborczy, który ma prawo do zgłaszania kandydatów, musi on zdobyć co najmniej 1000 podpisów popierających. W każdym okręgu wyborczym wybiera się od 7 do 20 posłów.

### Wybory do Senatu RP
Wybory do Senatu Rzeczypospolitej Polskiej wyłaniają 100 senatorów wybieranych ordynacji większościowej i odbywają się co cztery lata razem z wyborami do Sejmu. Są one bezpośrednie, powszechne oraz odbywają się w głosowaniu tajnym. W wyborach do izby wyższej są stosowane jednomandatowe okręgi wyborcze. Każdy komitet wyborczy może w danym okręgu wyborczym zgłosić jednego kandydata. Każdy kandydat może kandydować w jednym okręgu wyborczym i w ramach jednej listy wyborczej. Kandydować na senatora może obywatel polski, który najpóźniej w dniu głosowania kończy 30 lat.

## Wybory prezydenckie
Wybory prezydenckie w Polsce odbywają się raz na 5 lat. Jedna osoba może zostać wybrana ponownie tylko raz. Są zarządzane przez Marszałka Sejmu Rzeczypospolitej Polskiej  na dzień nie wcześniej niż 100 dni i nie później niż 75 dni przed końcem urzędującego prezydenta. Kandydatem może być obywatel polski mający najpóźniej w dniu głosowania ukończone 35 lat i korzystający z pełni praw do Sejmu. Kandydat musi uzbierać co najmniej 100 tys. podpisów obywateli pod jego kandydaturą. Prezydent jest wybierany w powszechnych, równych, bezpośrednich i w głosowaniu tajnym. Prezydentem zostaje kandydat, który otrzyma bezwzględną większość głosów. Jeżeli w pierwszym głosowaniu żaden z kandydatów nie uzbiera wymaganej większości, po dwóch tygodniach odbywa się drugie głosowanie, w którym uczestniczy dwóch kandydatów z największą liczbą głosów w pierwszej turze. W drugiej turze wygrywa ten kandydat, co otrzyma więcej głosów. Jeżeli którykolwiek z kandydatów z drugiej tury wycofa zgodę na kandydowanie, umrze lub utraci prawo wyborcze, na jego miejsce dopuszcza się kandydata z kolejno największą liczbą głosów w pierwszej turze, a datę drugiej tury odracza się o następne 14 dni.

## Wybory samorządowe
Kadencja samorządów trwa 5 lat. Wybory samorządowe zarządza Prezes Rady Ministrów najpóźniej 3 miesiące oraz najwcześniej 4 miesiące przed końcem kadencji.

### Wybory wójtów, burmistrzów i prezydentów miast
Jedna osoba może kandydować na wójta, burmistrza bądź prezydenta miasta tylko w jednej gminie lub mieście. Kandydat na wójta burmistrza bądź prezydenta miasta nie może kandydować do rady powiatu oraz sejmiku województwa. Może kandydować do rady gmin bądź miasta tylko w tej samej gminie lub mieście, co kandyduje na ten urząd. Wybory wygrywa ten kandydat, który otrzymał więcej niż połowę ważnie oddanych głosów. Jeżeli żaden z kandydatów nie otrzyma takiego poparcia, organizuje się drugą turę, w której uczestniczy dwóch kandydatów z największym poparciem w pierwszej turze. Jeżeli któryś z nich wycofa zgodę na kandydowanie, straci prawo wyborcze lub umrze, w ponownym głosowaniu uczestniczy jeden kandydat. Drugą turę wygrywa ten kandydat, który uzyska większą ilość głosów. Jeżeli dwóch kandydatów w pierwszej turze otrzyma taką samą liczbę głosów, zostaje dopuszczony ten kandydat, który wygrał w większej liczbie komisji wyborczych, a jeżeli liczba tych komisji jest równa w przypadku obu kandydatów, przeprowadza się losowanie. Taka sama jest zasada rozstrzygania drugiej tury, kiedy w tym głosowaniu obaj kandydaci zdobędą taką samą liczbę głosów.

### Wybory do rad gmin, powiatów, sejmików województw oraz rad dzielnic miasta stołecznego Warszawy
Wybory do rad są powszechne, bezpośrednie, równe oraz odbywają się w głosowaniu tajnym. Można kandydować na raz tylko do jednej rady, jak również być radnym tylko jednej z nich. Wojewoda po porozumieniu z komisarz wyborczym ustala liczbę radnych wybieranych do rad, oddzielnie dla każdej na podstawie ustalonej w Centralnym Rejestrze Wyborców liczby mieszkańców gminy. Zarządzenie to ogłasza w formie obwieszczenia w wojewódzkim dzienniku urzędowym i podaje do wiadomości publicznej nie wcześniej niż 6 i nie później niż 4 miesiące przed upływem kadencji samorządów.
Jeżeli w danym okręgu wyborczym do rady liczba kandydatów zarejestrowanych jest mniejsza lub równa liczbie wybieranych z tego okręgu radnych, wszyscy ci kandydaci są uznawani za wybranych, a głosowania się nie przeprowadza. Jeżeli dodatkowo liczba kandydatów jest mniejsza niż liczba wybieranych radnych, reszta tych miejsc jest nieobsadzona.
W każdej gminie liczącej mniej niż 20 tys. mieszkańców na jeden okręg wyborczy wybiera się jednego radnego. Jeżeli ludność gminy przekracza 20 tys. osób, w jednym okręgu wyborczym wybiera się od 5 do 8 radnych. W jednomandatowym okręgach wyborczych przydziela się mandaty na podstawie ordynacji większościowej, a w wielomandatowych - ordynacji proporcjonalnej. Zasada ordynacji proporcjonalnej obowiązuje również w przypadku wyborów do rady powiatu oraz sejmiku województwa.Jeżeli w do danej rady stosuje się ordynację proporcjonalną, obowiązuje 5-procentowy próg wyborczy dla komitetów wyborczych.

## Wybory do Parlamentu Europejskiego
Wybory do PE, podobnie jak w przypadku wyborów do Sejmu, są wyborami pięcioprzymiotnikowymi. Odbywają się co 5 lat. Wybory zarządza Prezydent Rzeczypospolitej Polskiej na dzień okresu wyborczego ustalonym w przepisach prawa UE. Prezydent zarządza wybory na dzień wolny od pracy przypadający w tym okresie wyborczym nie później niż 90 dni przed dniem wyborów. Próg wyborczy do PE jest równy 5% ważnie oddanych głosów. Liczba posłów wybieranych na terytorium Polski jest określona w przepisach prawa Unii Europejskiej.